# 拉梅斯沃勒姆 (泰米尔纳德邦)
拉梅斯沃勒姆（坦米爾語發音：[ɾaːmeːsʋaɾam]）是印度泰米尔纳德邦拉默纳特布勒姆县的一个城镇，位于印度半岛南端曼納灣的班本島（拉梅斯沃勒姆岛），距离斯里兰卡的曼納島仅有40公里，与印度大陆由班本桥相连。拉梅斯沃勒姆是通往金奈和马杜赖铁路的终点站。它与瓦拉纳西同为印度教最神圣的圣地之一，也是印度教的四大查尔达姆朝圣地之一。
史诗《罗摩衍那》中写到罗摩在神猴哈奴曼的帮助下，从这里修了一座桥，跨过大海到兰卡，从绑架者罗波那那里救出他的妻子悉多。拉马纳塔斯瓦米寺供奉湿婆林迦，位于镇中心，為濕婆神十二座究提林迦寺廟之一，并与罗摩密切相关。寺庙和城镇被认为是濕婆教的朝圣地。
拉梅斯沃勒姆是印度距离斯里兰卡最近的地方，地质证据表明羅摩橋原本是连接印度和斯里兰卡的陆地。 拉梅斯沃勒姆于1994年建市，面积53 km2（20 sq mi）。截至2011年，该镇人口44，856人。拉梅斯沃勒姆的大部分劳动力从事旅游业和渔业。